# Wiljan Pluim
Wiljan Pluim (sinh ngày 4 tháng 1 năm 1989 ở Zwolle) là một cầu thủ bóng đá người Hà Lan thi đấu ở vị trí tiền vệ trung tâm cho PSM Makassar ở Indonesia. Trước đây anh thi đấu cho Vitesse Arnhem, PEC Zwolle, Roda JC Kerkrade và Willem II.